# 물
물은 산소와 수소가 결합된 화학 물질이다. 화학식 H
2O를 가지며 표준 온도 압력(STAP : 섭씨 25°C 1바)에서 무색 투명하고, 무취무미하다. 주로 가장 보편적인 용매로 액체 상태의 물을 가리킨다. 고체 상태인 것은 얼음, 기체 상태인 것은 수증기라고 부른다. 인공적으로는 수소와 산소를 혼합한 뒤 방전을 일으켜서 만들어 낼 수 있다.
열량이 없고 유기 영양분을 제공하지 않지만 생명을 유지하는데 없어서는 안 되는 필수적 요소이다. 인류를 비롯한 모든 생물에게 있어서 가장 중요한 물질이며, 생체의 중요한 성분이다. 성인은 약 70%, 2차 성징 이전의 어린이는 약 90%, 어류는 약 85%, 그 밖에 물 속의 미생물은 약 95%가 물로 구성되어 있다. 생명현상은 여러 물질이 물에 녹아있는 수용액에 의해서 일어나는 화학변화가 복잡하게 얽힌 것이다.
물은 지표면의 71% 정도를 덮고 있으며 지구상에 존재하는 전체 물의 97.5%는 바닷물이다. 인간이 이용가능한 담수(민물)는 2.5%인데, 그 중에서 68.7%는 빙하와 만년설이고, 지하수와 토양의 수분 등을 제외하고 실질적으로 인간이 사용할 수 있는 물은 전체 담수의 0.3% 정도이며, 이는 지구 전체 물의 양에 0.007%에 불과하다. 한국의 연평균 강수량은 약 1,280㎜로 세계 평균 강수량(약 970㎜)에 비해 약 1.3배이며, 잠재적으로 사용가능한 전체 수자원의 약 26% 정도를 이용하고 있다.
지구상의 존재하는 물의 총량은 항상 일정하며 증발, 증산, 응축, 강수, 유출을 통해 순환한다. 바닷물, 대기의 수증기, 구름, 토양의 물, 지표수, 지하수, 동식물 사이에서 지속적인 이동이 이루어지며 이를 통해서 기후 변화를 좌우하고 끓임없이 지구 생태계와 인류문명에 많은 영향을 주고 있다.
물은 경제적, 산업적 관점에서 매우 중요하다. 물을 통한 운송은 무역과 경제의 중추를 형성한다. 2017년 자연수 및 양식업을 통한 양어량은 1억 7천만 톤을 초과했다. 2018년에 총 21.9GW의 용량으로 전 세계적으로 운영되는 수력 발전소는 4,185테라와트시(z)의 에너지를 생산했다. 또한, 물은 냉난방 장비는 물론 화력발전소에도 사용된다. 한편으로는 무기 및 유기 합성에 없어서는 안 될 용매, 반응 매질 및 시약이다. 증기를 이용한 알칸의 개질은 합성가스를 생산하며, 증기 분해를 통해 매우 가치 있는 올레핀(에틸렌, 프로필렌)이 생산된다. 또한 프로판과 프로필렌의 산화를 기반으로 한 아크릴산 합성에도 중요한 역할을 한다. 또한 물에서 과산화수소를 생산하는 것에 대한 집중적인 연구가 진행되고 있다.

## 특성

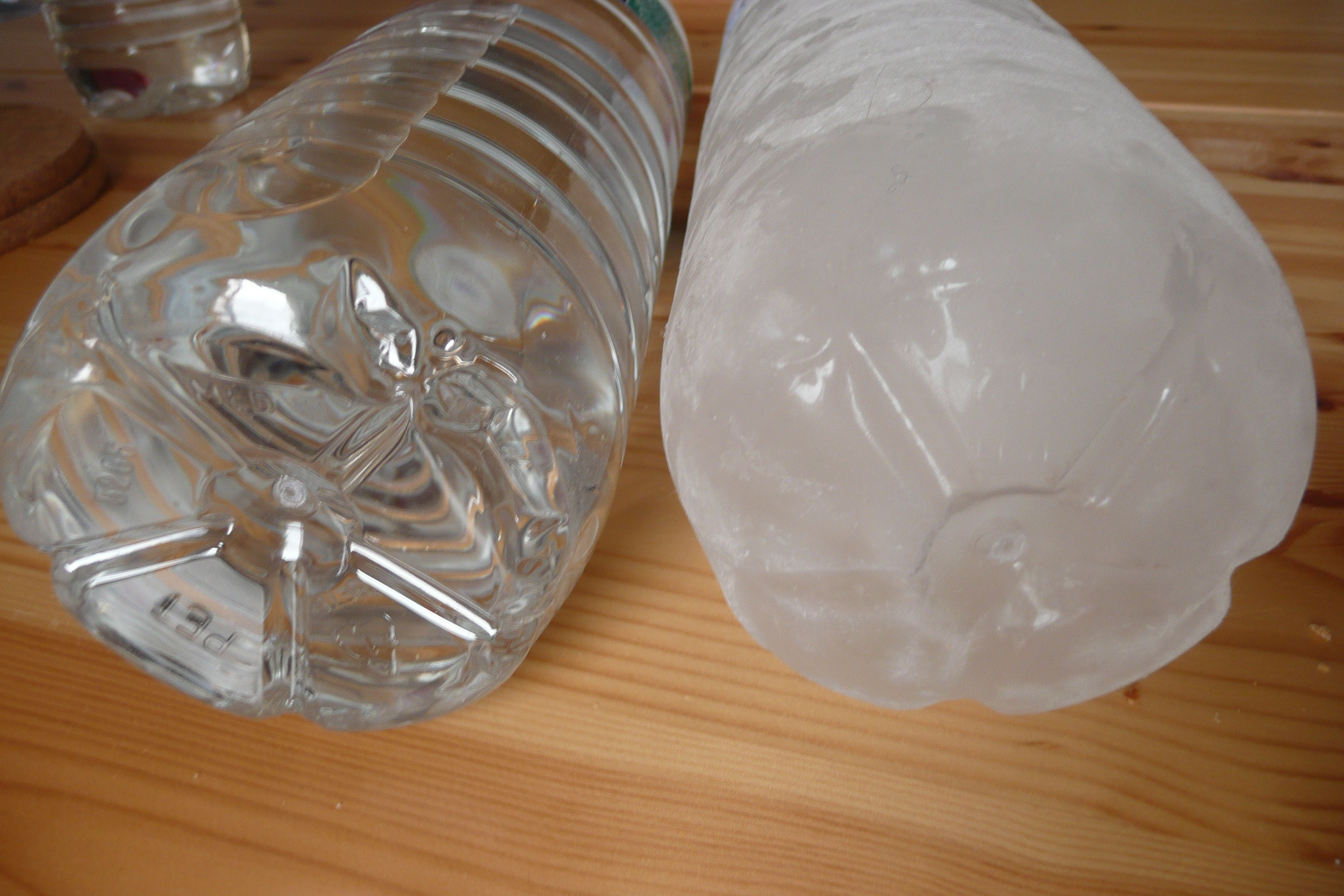
얼린 물병이 팽창했다. 얼음은 물보다 부피가 크다.

물 분자는 두 개의 수소 원자와, 하나의 산소 원자가 0.096 nm의 결합 길이를 가진 공유결합을 한 H-O-H의 굽은형의 물질이다. 물 분자는 수소 원자와 산소 원자가 각각 전자를 내놓아 전자 쌍을 만들고, 이 전자쌍을 함께 나누어 가짐(공유)으로써 결합되어 있다. 화학식은 H2O이다.
물은 자연적으로 세 가지 물질의 상태로 나타나며 지구상에서 여러 형태를 지닌다. 수증기와 구름은 하늘에 있으며 바닷물과 빙산은 극지 바다에 있고 빙하와 강은 산에 있으며 대수층의 물은 땅속에 있다.
- 물은 표준 온도 압력에서 무취무미한 액체이다. 물과 얼음의 색은 본질적으로 살짝 파랗지만 물은 양이 얼마 없을 때에는 빛깔이 없는 것으로 보인다. 얼음 또한 색이 없어 보이며 수증기는 기체이므로 눈에 보이지 않는다.[19]
- 물은 투명하므로 햇빛이 물속에 들어올 수 있다. 따라서 수생식물은 물속에서 살 수 있다. (오직 강한 자외선 빛만이 살짝 흡수된다.)
- 비공유 전자 쌍이 공유 전자 쌍을 강하게 밀기 때문에 104.5˚구부러진 굽은형 구조를 이루고 있다.[20]
- 물 분자는 선형이 아니며 산소 원자는 수소 원자보다 더 높은 전기 음성도를 갖고 있다. 산소가 수소보다 공유 전자쌍을 세게 끌어당기므로 산소 원자가 약간의 음전하를 띠고 있는 반면 수소 원자는 약간의 양전하를 띠어 극성을 갖는다. 그 결과 물은 전기 쌍극자모멘트가 있는 극성 분자가 되므로[21] 좋은 무기 용매(보편적 용매)이다. 따라서 극성 물질과 잘 섞이며 염화나트륨과 같은 이온성 물질(이온 결합을 한 분자들)을 잘 녹인다. 그러나 무극성 물질과는 잘 섞이지 않는다.[22]
- 대전된 막대(예, 털 가죽으로 문지른 에보나이트 막대)를 물줄기에 가까이하면, 물줄기가 대전된 막대 쪽으로 끌려온다. (표면장력 참고)
- 물 분자는 평상시에는 수소와 산소가 쉽게 분리되지 않으나 전기분해와 같은 강한 에너지를 가해주면 분리가 가능해진다.
- 순수한 물은 낮은 전기전도율을 갖지만 염화 나트륨과 같은 작은 양의 이온 물질이 훨씬 더 잘 용해되게끔 만든다.
- 물은 3.98 °C (39.16 °F)에서 밀도가 최대이다.(1000 kg/m3)[23] 그 원인은 온도가 더 내려가면 물 분자는 얼음과 비슷한 육각 구조를 만들어 약간의 빈 공간이 생기기 때문이다. 더 높은 온도가 아닌 3.98도인 이유는 온도가 더 높을 경우에는 분자의 평균 운동 속도가 증가해서 부피가 증가하기 때문이다. 이러한 공간은 얼음이 될 때에 생기는 것에 비하면 크지 않으나 여전히 밀도에 영향을 준다.
- 물(다른 액체도 포함)의 끓는점은 기압에 의존한다. 이를테면 에베레스트 산 위에서 물은 68 °C (154 °F)에 끓지만 해수면에서 100 °C (212 °F, 373.15K)에 끓어 기화되는 것과 비교된다. 이와 반대로 열수구 주위의 바닷속 깊은 데 있는 물은 100 °C가 되어도 액체 상태를 유지한다. 100 °C에서 수증기의 부피는 액체 상태의 물 부피에 비해 약 1,244배 정도 증가한다. 한편 물은 다른 액체보다 끓이기 어려운데 이는 물을 끓일 때 쓰이는 에너지의 일부가 수소결합을 끊는 데 쓰이면서 완충되기 때문이다.
- 물 분자는 1기압 내에서 0 °C, (32 °F, 273.15 K)에서 응고된다. 물이 응결할 때는 다른 분자들과는 달리 부피가 약 10% 정도 증가하는데, 이는 물 분자 사이의 수소결합이 강해지면서 육각 구조를 만들고 이 사이에 빈 공간이 생기게 되기 때문이다.
- 물은 에탄올과 같은 많은 물질과 가혼성을 가지므로 모든 부분에서 하나의 균질한 액체를 형성한다. 한편 물과 대부분의 기름은 섞이지 않는데 이는 가혼성이 없다고 하며 밀도에 따라 층을 형성한다. 기체로서의 수증기는 완전히 공기와 가혼성을 갖는다.
- 세포 안의 모든 주된 구성 요소(단백질, DNA, 다당류) 또한 물에 잘 녹는다.
- 물은 다른 수많은 용매와 더불어 불변 끓음 혼합물을 만든다.
- 물이 얼 때, 찬물보다 뜨거운 물이 먼저 언다. 이를 발견한 사람의 이름을 따서 음펨바 효과라 부르는데 그 원인은 50년 가까이 밝혀지지 않다가 2013년 11월 싱가포르 연구진에 의해 물의 수소결합과 공유결합의 에너지 상관관계에 의한 현상임이 밝혀졌다.[24]
- 물의 성질로  물의 크기는 고체의 얼음 1m 가 존재하므로, 물 분자의 크기를 알 수 있다면 1m 길이의 물 분자 개수를 수학적으로 기본 계산을 할 수가 있다. 물 분자는 산소 원소 1개와 수소 원소 2개가 결합된 상태이므로 수소 원소 반지름이 25pm(피코미터)이고, 산소 원소 반지름 60pm, 공유 결합 길이 95.84pm(피코미터) 이므로 수소 원소 반지름+산소 원소 반지름+공유결합 길이를 수소 원자 직경+산소 원자 직경+공유결합 길이 이렇게 더하면 물 분자의 크기를 구할 수 있다. 50pm+120pm+95.84pm=264.84pm에서 공유결합 길이가 95.84pm이므로... 산소 원소 반지름 +수소 원소 반지름이 =95.84pm 이 성립해야 하므로..25pm(수소 원소 반지름)+공유결합 길이 95.84pm+ 산소 원소 반지름60pm=180.84pm 이렇게 물분자 크기를 구할 수 있다. 95.84pm의 공유결합 길이가 고체의 얼음의 상태라고 한국 과학이 실증한 것이 아닌 인용한 자료를 바탕으로 수학 기본 계산을 하였으므로, 이 180.84pm이 고체 얼음의 물 분자 하나의 크기 (길이=1m)이고, 1nm에서의 물 분자는 숫자상으로 1nm=1000pm ÷180.84pm= 5.529 750 055 29 × 180.84pm=>999.999~pm 이므로,  고체의 얼음의 사각형을 가지는 상태와 육각형의 두 가지 기초 공개 자료가 존재하므로, 사각 물 분자 4개의 기준을 적용하면 1nm에 입체화 구조에서는 4개의 물 분자=1nm가 성립하고, 1um= 4000개, 1mm= 4 000 000개, 1m= 1000mm= 4 000 000 000개의 1m 고체 얼음의 물 분자 개수 40억 개를 구할 수 있다.  고체의 얼음은 한국의 한강의 1월에 강물이 얼어서 1m × 1m의 고체 얼음을 만들고 있으므로 한강의 얼음의 1m × 1m의 고체 얼음의 표면의 물 분자 개수는 40억 × 40억= 4 000 000 000 × 4 000 000 000= 16 × 10^18=1.6 × 10^19 개의 한강의 1월 얼음의 1m × 1m 얼음의 표면의 개수를 구할 수 있다. 이것은 다시 물 1kg의 정의가 1900년부터 1970년까지 1kg=1L의 국제단위로 사용되었고, 이것은 다시 물의 고체 얼음의 10cm × 10cm × 10cm=1kg으로 한강의 얼음을 이렇게 잘라서.. 1kg의 얼음을 얻을 수가 있으므로, 1kg= 10cm × 10cm × 10cm²가 성립한다.  물 1m 길이는 = 10cm × 10cm=100cm²=10000mm²  이므로 1mm의 물 분자 개수는 4 000 000개이고 10cm=40 000 000개가 된다. 1m는 mm로 변환하면 1000mm 이지 100mm가 아니다. 그러므로 물 1kg의 개수를 1nm=4개의 고체 얼음으로 고정시키면 1kg 물 질량으로 물 분자 개수를 구할 수 있다. 400 000 000 × 400 000 000 × 400 000 000=64 × 10^24개= 6.4 × 10^25 개수의 물 1kg의 고체 얼음에서의 개수를 찾을 수 있다.
- 액체의 물에 햇빛 눈에 보이는 파장 (한국과학 =가시광선)500nm의 청록 하늘색으로 한국의 한강에 낮 동안 비구름이 없으면 항상 고체의 1월의 얼음에 비추므로 고체의 얼음의 햇빛의 500nm 청록 하늘색 1m 길이에 2 000 000개인 햇빛 500nm에 물 분자 기준 개수를 찾을 수 있다. 고체의 한강 1월 얼음에서 물 분자가 180pm의 크기를 갖고 있고, 1nm 입체 구조의 물 분자는 물의 고체로 0도에서 한강 1월의 표면 강물을 0도의 얼음으로 만들어야 하므로, 물 분자 단독으로 고체의 얼음을 만들지 않고, 한강의 강변 모래 위에 규소 si의 녹는점 1430도의 도움으로 한강물이 고체 얼음의 물 분자로 사각형 기본 얼음 결정을 만들고, 이것이 sio4의 결정화처럼 물 분자가 si 원소를 중심에 두고 물 분자 4개가 규소 원소에 붙들려서 냉각이 되면, 고체의 얼음의 상태로 기본적으로 변환된다. 그러므로 1월 한강의 고체의 얼음 위의 햇빛 500nm 청록색 파장에 고체  얼음의 물 분자 개수를 찾을 수 있다. 500nm= 500 000pm ÷180= 2777. 777 777 777~ 이 되어서.. 500nm 파장의 직경은 500nm÷3.14159= 159. 155  077 524nm × 4=636개의 500nm 청록 하늘색 눈에 보이는 파장의 얼음  위에서의 물 분자 직경의 개수를 구할 수 있다. 햇빛은 청록 하늘색 500nm 외에 눈에 보이는 녹색의 파장이 565.47nm 이고... 이것의 직경은 180nm가 되고.. 물 분자 180pm의 크기에서 녹색 565.57nm의 직경이 180nm이므로 햇빛의 눈에 보이는 565.47nm 직경에 물 분자 고체의 얼음의 개수는 1000개가 된다. 햇빛의 녹색 500nm 파장이 한국인이 상식적으로 생각하는 물분자와 햇빛의 크기 비율이 물 분자의 원소가 1000배 햇빛의 녹색 하나 파장보다 작다는 기본 사실을 위처럼의 기본 수학으로 검증을 하지 않은 것은 잘못된 기초 과학을 하고 있었기 때문이다. 액체의 물에는 햇빛이 통과를 해서 바닷물 기준 100m 아래까지 투과되고 이후에 액체의 바닷물에 완전히 흡수가 된다. 액체의 물의 상태에서 햇빛의 청록 하늘색과 녹색의 565nm를 흡수하는 방법은 고체의 얼음에서는 물 분자의 회전이 고체 얼음의 결합이므로, 햇빛을 유리처럼 유전체 통과를 하는 상태가 되고, 액체의 물분자는 sio4의 1nm로 규소와 함께 액체의 로 존재하므로, 액체의 물의 조합이 햇빛 500nm 청록 하늘색 직경의 크기의 물 분자 500nm의 액체의 물의 군집을 하면, 이동하는 햇빛을 액체의 물은 직접 흡수하여 물 분자의 전하로 전환이 가능하다. 즉, 액체의 물과 수증기의 물 분자는 햇빛의 파장 크기와 같은 크기를 가지면 햇빛을 흡수하여 물 분자의 전하로 변환이 가능하며, 이 사실로 해서 대기압의 물의 온도가 10도에서 석양이 지는 상태의 햇빛을 흡수한 물의 평균 하루 온도는 20도가량으로 평균 상승하는 주기를 갖는다. 햇빛이 하루 종일 쏟아져도 한강의 물의 온도가 10도 정도만 충전이 되는 이유는 1/1000으로 물 분자가 햇빛 크기에 비해 작기 때문이다.
- 물 액체 상태에서 1kg=1L 로 기본 변환이 되므로, 이것을 수도파이프로 물의 질량 1kg이나 1L의 질량을 간단하게 수도 파이프를 이용해서 질량을 측정할 수 있다. 1kg = 1L = 10cm × 10cm × 10cm = (10cm × 10cm = 100cm²) × 10cm = 1m × 10cm이고 이것을 수도 파이프로 기준을 바꾸면 직경이 10cm 일 때 1m 길이의 수도파이프에 액체의 물을 채우면 1길이의 수도 파이프에 채워진 액체의 물의 질량은 1kg=1L가 된다. 이것은 액체의 물이 수도 파이프 1m 길이에 직경 10cm에 액체의 물이 채워진 1kg=1L이므로 이것을 수증기 보일러로 만들어서 연소 불꽃을 생성하여 가열을 해서 수증기로 만들 수 있고, 이 구조는 수증기 기관 보일러 혹은 난방용 보일러의 기본 수도파이프 배관이 들어간 구조가 된다. 1kg의 물을 100도의 수증기로 만들면 수증기를 수도 배관으로 모아서 수증기 기관을 가동하거나, 물이 액체 상태에서 1kg의 질량을 가지므로, 연료 1kg으로 바꾸어서 수도 파이프 10cm 공간에서 연소 불꽃을 만들면 10cm를 왕복하는 동력 기관을 만들 수가 있고, 수증기 변환율과 연소율을 알면, 1m를 이동한 물 1kg이 되면 1W의 일을 하는 상태가 된다. 즉... 10cm 직경의 1m 길이에 채운 물에 추가 배관을 1673m을 연결하여 액체의 물 1kg을  1673m를 이동시키면 이만큼의 일을 하는 단위가 된다. 물을 연료로 바꾸면 석유엔진이 되고, 휘발유로 바꾸면 휘발유 엔진으로 바뀐다. 물 1kg의  단위는 너무 크므로 1m 길이의 물 분자는 40억 개이고 이것을 1mm단위로 변환을 다시 할 수 있다. 1000mm= 1m 이므로 액체의 물 1mm 길이에 물 분자 개수가 4 000 000개이고, 이것을 구리 1mm 둘레를 가진 구리전선에 절연체를 씌운 틈을 물 분자 하나만 통과하는 상태로 두면, 구리 원자 반지름은 135pm, 구리 원자 직경 270pm이므로,  구리 원소 2개의 직경 길이 더하기는 540pm이 되고 1.080nm에 구리 원자는 4개가 들어간다... 물 분자가 180pm 크기를 갖지만 액체의 물로 바꾸면, 액체의 물 3개 크기를 더하면 540pm 6개 물 분자면 1080pm(=1.080nm)가 되어서 구리 금속은 구리전선의 원형 케이블 형태로 만들어서 구리전선의 둘레를 1nm로 만들면 여기에 물 분자 6개가 구리 금속 전선 케이블 둘레에 자리하게 되므로, 1um=4000개의 구리 금속 둘레에  물분자 개수 6000개이고, 1mm= 4 000 000의 구리전선 케이블에  물분자 6 000 000개의 일정한 비율로 늘어난다. 그러므로, 물분자의 액체 상태 180pm을 수증기 상태 270pm으로 바꾸면 구리 금속 전선 케이블의 크기와 갖게 된다. 즉.. 물 분자 갯수와 구리 전선의 케이블에서 물을 수증기 상태 270pm으로 바꾸면 고체의 구리1mm둘레를 가진 구리전선의 물 분자 개수는 4000 000개로 같아지게 된다. 그러므로 구리전선 1mm둘레 기준으로 1m 구리전선의 물 분자 수증기 개수를 찾을 수있고, 1kg =1L의 물은 수증기 기체 상태로 구리전선 1mm둘레를 가진 전선의 길이로 구할 수가 있다. 이 사실 때문에 1820년의 암페어의 과학적인 국제 단위 정의가 무한히 긴1m의 전기 도체로 대단히 비과학적인 용어를 사용하여 국제 단위를 만들고 있다.

### 화학적 성질
물은 화학적으로 많은 성질을 갖는다. 대표적인 성질은 공유결합, 산과 염기의 생성, 그리고 금속과의 산화(결합 및 부식)이다.

물 분자

##### 수소결합

수소결합된 물 분자들

물에서의 수소결합(평균 결합 길이: 0.197 nm)은 전자를 끌어당기는 힘이 상대적으로 약한 수소 원자가 약한 세기의 양이온의 성질을 띠고 전자를 끌어당기는 힘이 강한 산소원자가 강한 세기의 음이온의 성질을 띰으로써 나타나게 된다. 따라서 물은 극성 공유결합 물질이다. 또한, 중심 원자로 작용하는 수소 원자의 비공유 전자쌍과 산소와의 결합 고리인 수소결합(공유 전자쌍)의 작용력을 비교할 때 쌍극자 모멘트 값이 0이 아니므로 극성 분자로 분류된다.
한편 물은 높은 비열을 갖는데 이 또한 수소결합에 그 원인이 있다. 물을 가열할 때 쓰이는 에너지의 일부는 수소결합을 끊는 데 쓰이고 나머지의 에너지가 물의 온도를 높이는데 쓰이게 된다. 따라서 물이 다른 분자들에 비해 상대적으로 일정한 열에너지의 첨가로 온도를 올리기 어려운 물질이 되는 것이다. 수소결합으로 인해 물은 분자량이 비슷한 다른 물질에 비해 녹는점, 끓는점, 융해열, 기화열이 크다. 물의 비열과 기화열이 크다는 점은 생물체의 수분과 체온이 일정하게 유지될 수 있다는 점과 관련이 있다.물보다 얼음의 밀도가 작은 것은 수소결합에 의한 육각형 구조와 관련된다. 또한 표면장력과 모세관 현상도 수소결합으로 설명할 수 있다. 물은 다른 분자와 달리 그 점성에 비교해 표면장력이 큰데, 표면에 있는 물 분자가 공기 중으로 끌려가지 않고 내부에 있는 물 분자의 수소결합력을 받기 때문이다. 모세관 현상은 수소나 산소원자를 포함하지 않은 물질(예: 금속)에서는 잘 안 나타나는데 그 원인은 물이 모세관 현상을 일으킬 때 그 관을 이루는 분자와 수소결합력이 작용하기 때문이다. (유리관을 이루는 유리는 SiO2이므로 수소결합력이 작용한다.)

##### 산과 염기
물은 보통 금속류를 녹여 염기를 만들고 비금속류를 녹여 산을 만든다. 산과 염기의 기준은 양이온으로 하전된 수소 이온과 음이온으로 하전된 수산화이온이며, 수소이온이 많으면 산성이고 수산화이온이 많으면 염기성이며, 두 이온의 값이 0에 가까우면 중성이 된다. 대표적인 산으로는 염산, 질산, 황산 등이 있으며 이 3가지의 산은 모두 강한 산이다. 대표적인 알칼리(염기)로는 수산화나트륨, 수산화 칼륨, 암모니아수 등이 있으며 3가지 모두 강한 염기이다. 한편 산과 염기는 수소이온이나 수산화이온을 포함하고 있으므로 전해질이고, 이온 물질을 갖는 모든 물이 전해질이다.

##### 금속과의 결합 및 부식
물은 산소와 함께 금속을 잘 부식시키는 성질이 있다. 철의 경우 반응성이 크나 직접적으로는 산소와 잘 반응하지 않으며 아주 천천히 산화철을 생성한다. 하지만 물이 묻은 철은 상황이 다른데, 그 원인은 물이 철을 이온화하면서 전자를 내놓고 이 전자를 받은 산소원자가 양이온으로 하전된 철 분자와 결합을 하면서 이루어지기 때문이다. 이러한 산화는 물기가 완전히 없어질 때까지 멈추지 않아 결국 속까지 모두 산화시키고 만다. 금속의 산화를 막기 위해 기름칠을 하는 경우가 많은데 이는 기름과 물 사이의 반발력을 이용한 것이다.
한편 찬물에서 급격히 반응하는 금속은 포타슘, 칼슘, 소듐 등이 있고, 뜨거운 물에서 급격히 반응하는 금속은 마그네슘, 알루미늄, 아연 등이 있다.

### 공학에서의 물
수리학에서 1기압 하에서 물의 단위 중량은 보통 ω나 γw로 쓰며, 1000kg중/m³(1t중/m³=1g중/cm³)으로 나타낸다. 지구상에서 물의 단위중량을 다룰 때는 편의상 '중'(force)을 빼고 1000kg/m³(1t/m³=1g/cm³)으로 쓴다.

## 맛과 냄새 그리고 색깔
물은 수많은 물질을 녹일 수 있어서 맛과 냄새가 다양하다. 사람과 다른 짐승들은 너무 염도가 높거나 부패한 물을 피하기 위하여 마실 수 있는지를 평가할 수 있는 진보된 감각을 갖고 있다. 샘이나 광천수로 광고하는 맛은 그 안에 녹아있는 광물에서 비롯한 것이다. 순수 H2O는 무취무미하다. 물의 색깔과 냄새는 식수로서 일차적인 주요한 판단 기준으로 사용될 수 있다.

## 자연의 물

### 우주 속의 물
물은 생명체 활동에 필수적이기 때문에 지구 이외의 천체에서 물이 발견되면 항상 관심을 받게 된다.
수증기는 다음과 같이 존재한다.
- 수성 대기권: 3.4%, 및 수성의 외기권에 다량의 물이 있음[29]
- 금성 대기권: 0.002%
- 지구 대기권: ~0.40% 이상 (완전 대기 기준), 일반적으로 지표에서는 1-4%
- 화성 대기권: 0.03%
- 목성 대기권: 0.0004%
- 토성 대기권: 얼음에만 있음
- 엔셀라두스 (토성의 위성): 91%
- 외계 행성 (HD 189733 b[30], HD 209458 b[31])

액체로 된 물은 다음과 같이 존재한다.
- 지구: 지표의 71%[32]
- 달: 적은 양의 물이 2008년에 발견되었다.
- 화성 : 극미량의 물이 2011년 북극해에서 발견되었고 현재 조사중이다.

얼음은 다음과 같이 존재한다.
- 지구: 주로 빙상으로 존재한다.
- 달
- 타이탄
- 유로파
- 토성의 고리[33]
- 엔셀라두스[34]
- 명왕성과 카론(명왕성의 위성)[33]
- 혜성 및 카이퍼 대, 오르트 구름

### 물과 거주가능 영역
우리가 알고 있듯이 액체와 기체, 고체로서의 물은 지구 위에 사는 생물의 생존에 필수적이다. 지구는 태양계의 생명체 거주가능 영역에 위치하여 있다. 태양으로부터 살짝 더 가까이 있거나 살짝 더 멀리 있었더라면 (약 5%, 곧 800만 킬로미터 정도) 기체, 고체, 액체라는 세 가지 형태가 동시에 존재할 가능성이 훨씬 적다.
지구의 중력은 물이 대기를 지탱할 수 있게 도와 준다. 대기 속 수증기와 이산화탄소는 온도에 대한 완충 작용(온실 효과)을 제공하므로 표면 온도를 상대적으로 일정하게 유지시켜 준다. 지구가 더 작았더라면 대기가 더 얇아져 온도가 극단으로 치우칠 것이므로 화성과 같이 극관을 제외한 물의 형성을 막는다.
지구의 표면 온도는 들어오는 태양 복사(일사) 수준에 따라 오르락내리락 한다. 이는 온실 기체와 표면 및 대기 반사가 동반되면서 지구 온도가 유동적인 과정을 거친다는 것을 말해 준다. 그럼에도 불구하고 지질 시대를 거치면서 상대적으로 일정한 상태를 지속하고 있다. 이를 가이아 이론이라고 부른다.
한 행성 위의 물의 상태는 주위 압력에 따라 달라지는데 이는 한 행성의 중력이 결정한다. 어느 행성의 용적이 충분히 크다면 그곳 위의 물은 온도가 높아도 고체 상태를 유지한다. 그 까닭은 중력이 높은 압력을 만들어내기 때문인데 글리제 436 b와 글리제 1214 b에서 볼 수 있는 현상이다.
물의 기원에 대해서는 다양한 이론이 존재한다.

## 지구 상의 물

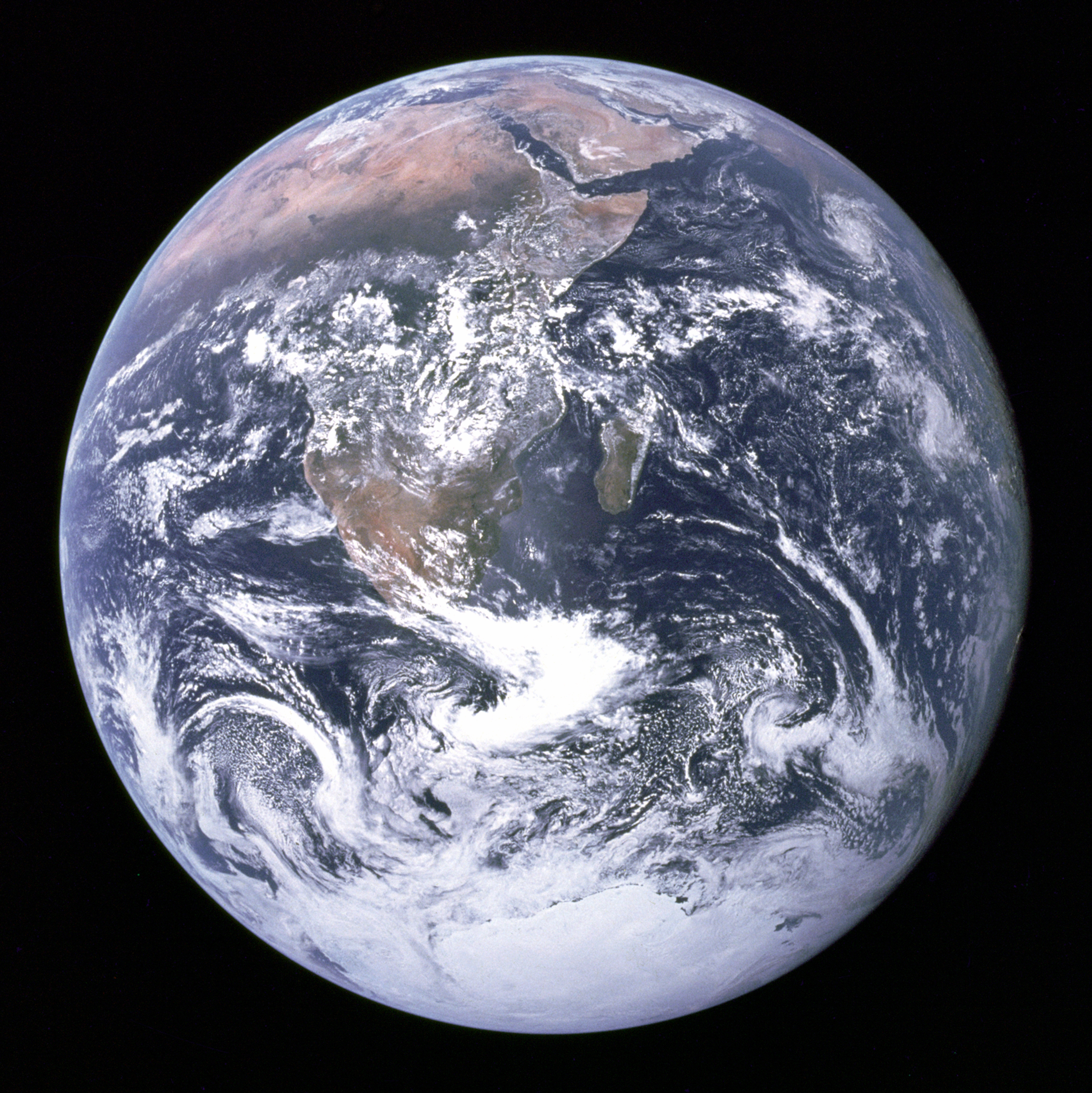
지표의 71%가 물이다.

### 물의 분포
지구는 인체와 마찬가지로 약 70% 정도가 물로 구성되어 있기 때문에 수구(水球)라고 표현할 수 있다. 태양계의 행성과 위성들 중에 오직 지구만 표면에 물이 세가지 형태, 즉 고체인 얼음, 기체인 수증기, 액체인 물로 존재한다. 지구상에 있는 물의 총량은 일정하며 그 양은 대략적으로 13억 3000만km3 (1,330,000,000 km3) 정도가 되고 흙이나 바위 속에 스며 있거나 지하수의 상태로 약 820만㎦가 존재한다. 물의 대부분은 염분을 포함한 액체 형태의 바닷물이며, 물의 분포는 바닷물 (97.5%), 빙하 (2.04%), 지하수 (0.41%), 호수와 강 (0.007%) 그리고 기타로 이루어져 있다. 인간에게 실질적으로나 잠재적으로 유용한 수자원은 지하수와 민물이다.

### 물의 순환

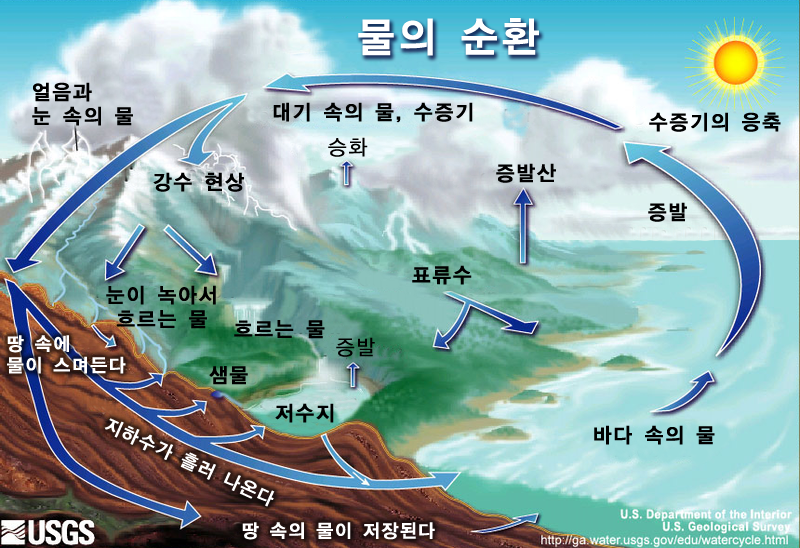
물의 순환

총량이 늘 일정한 물은 바다, 대기, 토양의 물, 지표수, 지하수, 동식물 사이에서 이동한다. 이런 순환으로 인하여 생태계가 회복되고 문명이 지속될 수 있었다. 물의 순환은 다음과 같은 과정을 통하여 이루어진다.
- 바다 등의 물이 공기로 증발하고 식물과 짐승으로부터 공기로 증산한다.
- 공기에 응축되어 있는 수증기에서 바다나 땅으로 떨어지는 강수 현상을 일으킨다.
- 육지로부터 보통 바다로까지 이어지는 표면 유출을 일으킨다.

### 민물

지구 물의 분포 그림

표면 유출한 일부 물은 이를테면 호수와 같이 어느 정도의 시간 동안 갇히게 된다. 높은 고도에서 겨울 동안 극북과 극남에서 눈은 만년설, 설괴빙원, 빙하 안에 모인다. 물은 또 땅에 스며들어 대수층으로 이동한다. 그 뒤 지하수는 샘이나 온천, 간헐천 표면으로 거슬러 흘러간다. 또, 지하수는 우물로 말미암아 인공적으로 뽑아낼 수 있다. 이러한 물은 깨끗한 민물이며 사람과 길짐승의 삶에 없어서는 안 될만큼 중요하다. 세계 여러 지역에서 이러한 민물은 부족 현상을 겪고 있다.

### 바닷물
바닷물은 평균 3.5%의 염분에 적은 양의 기타 물질을 포함한다. 바닷물의 물리적 속성은 민물과 비교하여 몇 가지 면에서 큰 차이가 있다. 더 낮은 온도 (-1.9 °C)에서 얼고, 온도를 어는 점으로 낮추면 밀도가 올라간다. 일반적인 바다물의 염도는 발트해의 0.7% 정도에서 비롯하여 홍해, 페르시아해의 4.0%에 이르기까지 다양하다. 염도는 해류, 바닷물의 깊이, 증발량과, 강수량 등 여러 가지 요인에 따라 염분의 농도는 다른데 북대서양의 표면수의 염도(鹽度)는 다른 대양보다 높아서, 북위 20~30° 해역에서 3.7%에 달한다. 또한 북대서양의 평균 표면수 염도는 3.55%이며, 남대서양의 3.45%보다 높은데 이는 강한 증발작용으로 염도가 높아진 지중해의 해수가 지브롤터 해협을 통해 대양부 해수와 교류하기 때문이다.

### 조석
조석은 달과 태양이 대양에 미치는 기조력으로 말미암아 지구의 대양 표면이 오르내리는 일을 가리킨다. 조석은 바다와 삼각강 수체의 깊이 변화를 일으키며 조류를 만들어낸다. 특정 장소에서 바뀌는 이러한 조석은 지구 회전의 영향과 지역적인 수심측량에 따라, 지구 기준에서 태양과 달의 위치가 바뀌어 일어난다.

## 삶에 미치는 영향

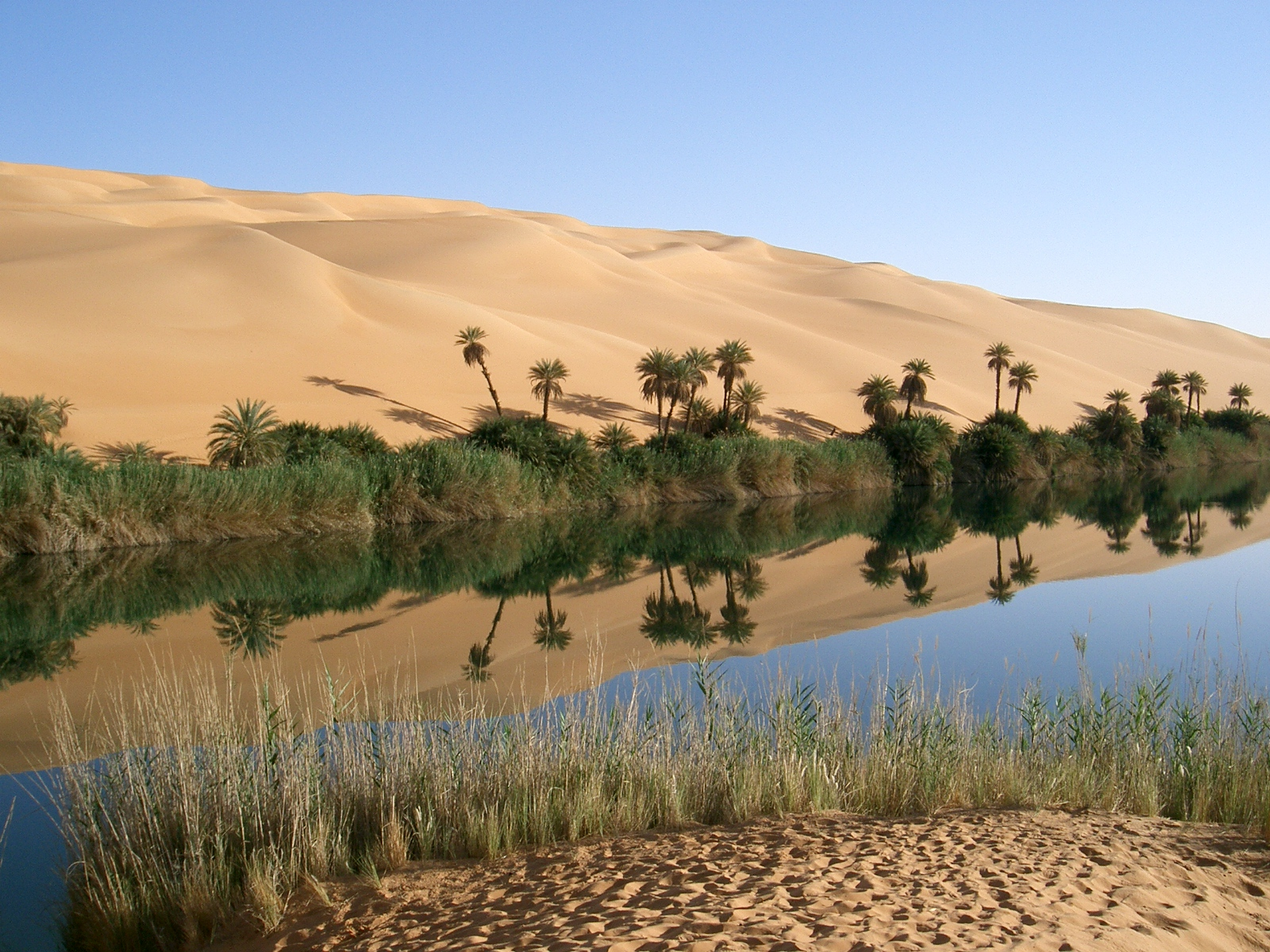
오아시스는 사막에 채소가 나는 격리된 수자원이다.

생물학적 관점에서 물은 다른 물질과 구별되는 점으로 생명의 증식에 없어서는 안 되는 수많은 특성을 지니고 있다. 물은 비열용량이 매우 큰 편이기 때문에 생물이 체온을 조절하는 데에 도움을 주며 바다와 호수, 강은 물로 이루어져 있기에 생명 활동이 가능한 환경을 조성한다. 유기 화합물이 궁극적으로 복제를 할 수 있게 하는 방식으로 반응할 수 있게 함으로써 이러한 역할을 수행한다. 알려진 모든 형태의 생명체들은 물에 의존한다. 물은 체내의 수많은 용질을 녹이는 용매일뿐 아니라 또 체내의 물질대사에 필수적인 부분이므로 중요하다고 할 수 있다.
물은 광합성과 호흡에 필수적이다. 광합성을 하는 세포는 태양 에너지를 이용하여 물의 수소를 산소에서 분리시킨다. 수소는 기체나 물에서 흡수한 CO2와 결합하여 포도당을 형성하고 산소를 내뱉는다. 살아있는 모든 세포들은 이러한 재료를 이용하고, 수소와 산소를 산화시켜 태양 에너지를 포획하며, 그 과정 가운데 물과 CO2를 다시 형성한다. (세포 호흡)

### 물 속 생활

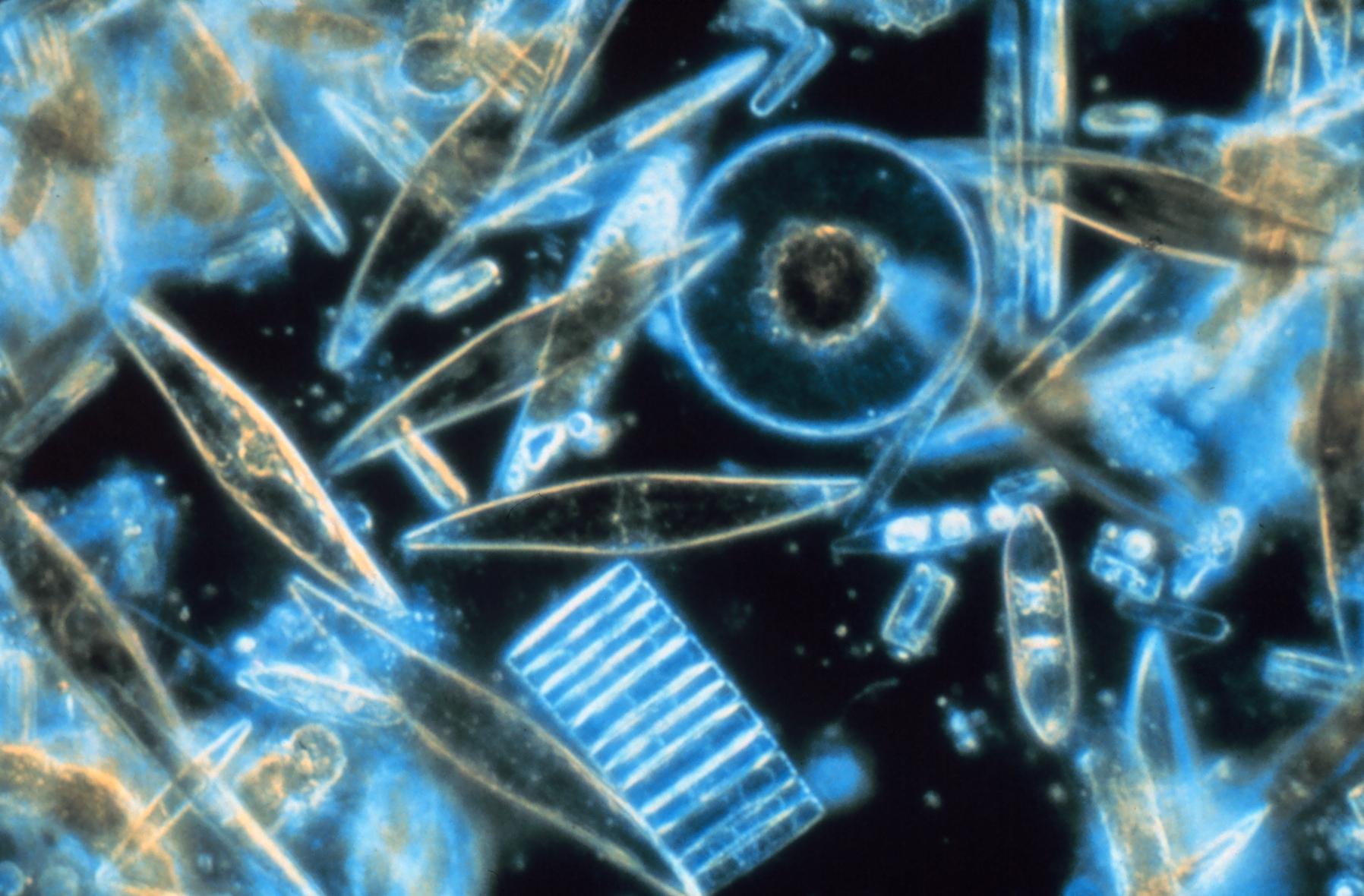
해양 규조류 - 주된 식물플랑크톤군

지표의 물에는 생물로 가득하다. 생물의 최초의 형태는 물에서 발생하였다. 거의 모든 물고기는 예외 없이 물 속에서 살며 돌고래, 고래와 같은 수많은 종류의 해양 포유류가 있다. 양서류와 같은 특정한 종류의 짐승들은 물과 땅을 오가며 산다. 켈프, 말과 같은 식물들은 물에서 자라며 일부 물속 생태계를 위한 기반으로 자리잡혀 있다. 플랑크톤은 일반적으로 바다 먹이 사슬의 토대가 된다.
바다의 척추동물들은 살아남기 위하여 산소를 보유하여야 하며 보유 방법은 다양하다. 물고기는 허파가 아닌 아가미를 가지고 있으나 폐어와 같은 어떠한 종류의 물고기들은 아가미와 허파 둘 다 지니고 있다. 돌고래, 고래, 수달, 물개와 같은 해양 포유류들은 공기를 마시기 위하여 주기적으로 지표로 올라와야 한다. 일부 양서류들은 피부를 통하여 산소를 마실 수 있다.

## 물과 문명

### 문명의 발달
물은 사람들의 일상에 꼭 필요한 요소가 된다. 갈증 해소를 위해 마셔야 하고, 요리를 할 때도 사용하고 농업용수와 공업용수로도 사용한다. 물은 인간이 문명을 발달시키는 데 아주 중요한 역할을 해 왔다. 하천 주변의 땅은 비옥해서 농사가 잘 되었고 여행과 수송도 강물을 따라서 뱃길을 이용했다. 그래서 물이 있는 곳에 사람이 모여들었고, 자연스럽게 물가에는 마을이 생기고 문명이 발달하게 되었다.
세계 4대 문명은 모두 수자원이 풍푸한 강을 중심으로 발달해왔다. 중국 황허 강 유역에서 발생한 황허 문명, 인도 인더스 강 유역에서 발생한 인더스 문명, 이집트 나일 강 유역에서 발생한 이집트 문명, 이라크 티그리스와 유프라테스강 유역에서 발생한 메소포타미아 문명 등이 그러하다. 메소포타미아는 티그리스와 유프라테스강을 끼고 있었다. 고대 이집트 민족은 나일강에 온전히 의지하였다.
로테르담, 런던, 몬트리올, 파리, 뉴욕, 부에노스아이레스, 상하이, 도쿄, 시카고, 홍콩과 같은 거대 도시들은 물에 다가가기 쉬운 곳에 있고 결과적으로 무역이 팽창하여 성공할 수 있었다. 싱가포르도 이와 같은 까닭으로 번성하였다. 한국의 서울이나 대부분의 대도시들도 강을 끼고있는 것을 볼 수 있다. 물이 더 부족한 북아프리카와 중동과 같은 지역에서 마실 물을 구하는 것은 인간 발전에 주된 요인이 되었고 지금도 그러하다.

### 건강과 오염

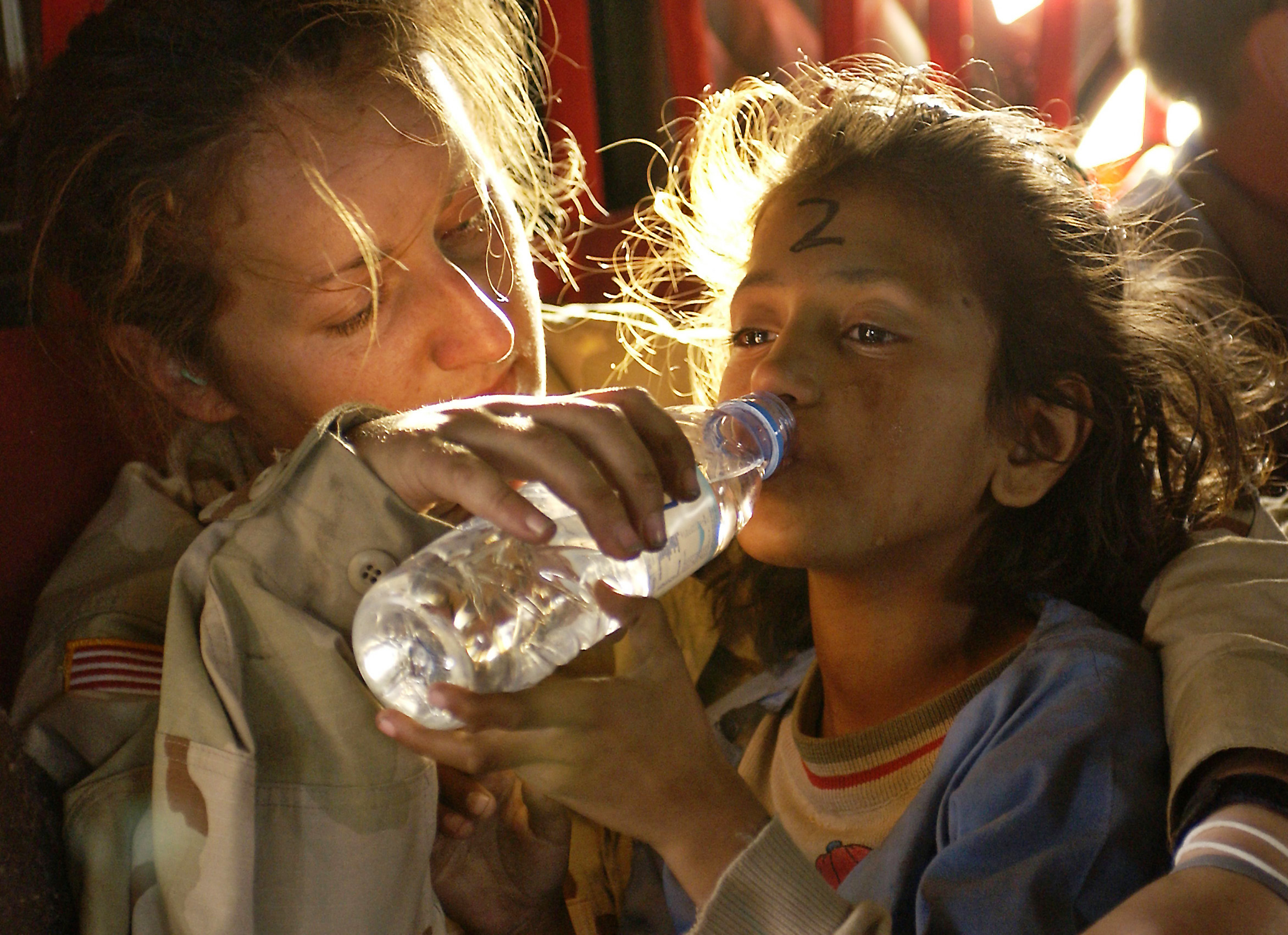
물을 마시는 어린 소녀

물은 생명의 원천으로 진화론적 관점에서 보자면 지구상에 처음으로 생명체가 태어난 곳은 물이다. 물 없이 살 수 있는 생명체는 없으며 모든 생명체는 몸속에 일정한 양의 물을 유지해야 건강하게 생명을 보존할 수 있다. 그 양은 생물에 따라 다르지만 사람의 경우 몸무게의 70% 정도는 수분으로 구성되어 있다. 또한 개인차는 있지만 평균적으로 땀, 오줌, 똥 등으로 하루에 약 1.5리터 정도의 수분손실이 발생하기 때문에 이를 보충해주어야 한다. 만약 1~2% 정도의 수분 손실이 발생하면 갈증을 느끼고, 3%정도 손실이 발생하면 탈수증상을 보이고 10%정도의 수분손실이 발생하면 생명이 위험하게 된다.
사람이 마실 수 있는 물은 음료수라고 한다. 마시기에 알맞지 않은 물은 걸러내거나 정제하는 등의 다양한 물 처리로 말미암아 마실 물로 바꿀 수 있다. 마실 수는 없으나 헤엄을 치거나 몸을 씻는 데 사람에게 해가 없는 물은 다양한 이름으로 불리는데 이를 안전한 물로 부른다. 개발도상국에서 모든 폐수의 90%가 정화 및 처리되지 않은 채로 지역 강과 개울로 흘러간다. 또한 물의 섭취는 동물의 기초대사량을 증가시켜 체중감량과의 유의미한 상관관계를 보인다.

### 사람의 이용

#### 농업
농업에서 물은 관개에 이용하며 이는 충분한 식량을 생산하는 주된 요소로 자리잡혀 있다. 관개는 몇몇 개발도상국에서 최대 90% 물을 차지하며 선진국에서도 중요한 부분으로 잡혀 있다. (미국의 경우 민물의 30%가 관개에 이용된다)

#### 음수

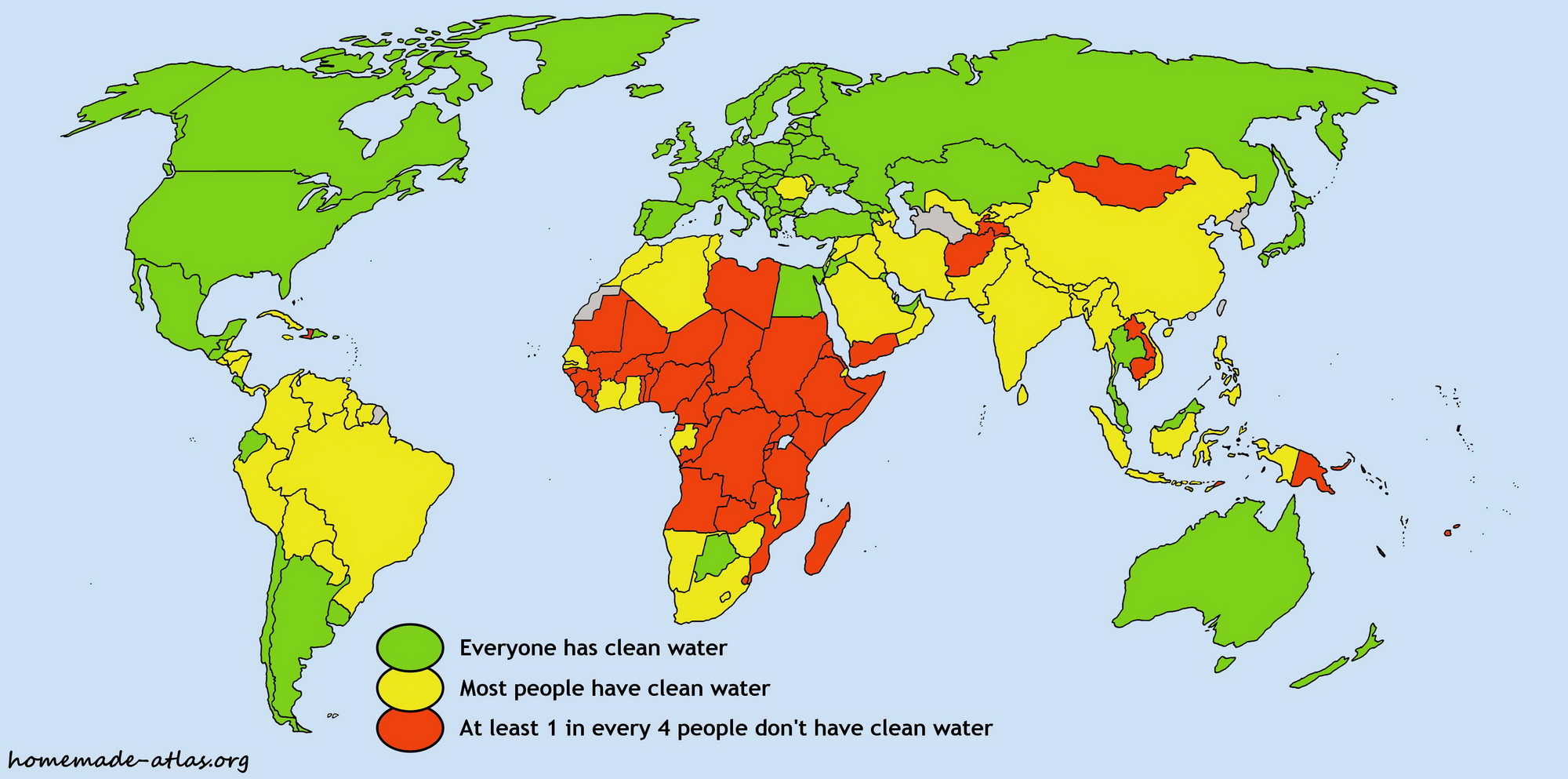
수질: 깨끗한 물을 마실 수 있는 인구의 분포도가 나라별로 나타나 있다.

사람의 몸은 체형에 따라 최저 55%에서 최고 75%의 물을 지닌다. 몸이 정상적으로 기능하려면 날마다 1~5리터의 물을 마시어야 탈수 현상을 막을 수 있다. 섭취하여야 하는 정확한 물의 양은 활동 수준, 온도, 습도 등의 요인에 따라 다를 수 있다. 대부분은 물을 직접 마시는 것보다 음식이나 음료수를 통하여 소화시켜 물을 흡수한다. 건강한 사람이 물을 얼만큼 섭취하여야 하는지에 대한 명백한 답은 없으나 날마다 6~8잔의 물 (거의 2리터)을 마시는 것이 최소한의 적절한 양이라는 것이 대부분의 옹호자들의 생각이다.
시베리아의 바이칼호는 식수에 적합한 최대의 민물 원천이다. 이곳은 소금과 칼슘이 매우 적으므로 상당히 깨끗하다.

## 관련단체 및 행사

### 세계 물의 날
국제연합(UN)이 정한 세계 물의 날(영어: World Water Day)은 매년 3월 22일이며, 1992년 유엔 총회에서 선포된후 이듬해부터 관련행사를 해오고 있다. 인구와 경제활동의 증가로 인하여 수질이 오염되고 전 세계적으로 먹는 물이 부족해지자, 물의 소중함을 되새기고 경각심을 일깨우기 위하여 정한 날이다. 국제연합 가입국들은 세계 물 자원에 대한 구체적인 활동을 권고하는 유엔의 프로그램에 따라 대중매체를 이용한 교육 프로그램, 물 절약 캠페인, 하천 정화운동, 학생을 대상으로 한 홍보 등을 하고 있다. 1997년부터는 매 3년마다 '세계 물의 날'인 3월 22일을 전후하여 세계 물 위원회(World Water Council)가 '세계 물 포럼'(World Water Forum)을 개최하고 있다. 아울러 대한민국 환경부는 1995년이래 매년 세계 물의 날 기념식을 개최하고 있으며 한국의 각 지자체, 관련단체, 업체들도 도심과 하천정화 작업 기타 다양한 캠패인과 행사를 진행하고 있다.

### 국제물관리연구소
1984년에 설립된 국제물관리연구소는 스리랑카 콜롬보에 위치하고 있으며 국제연구기관인 국제관수관리연구소를 개편한 것으로 크게 두 가지 목적을 가지고 운영된다. 먼저 개발도상국서의 관개농업 및 관개능력 향상법 개발과 보급이 첫 번째 목적이며 두 번째는 물 관리, 홍수관리, 물 부족 문제해결에 관한 연구이다. 주요 사업으로는 연구사업, 국가사업, 교육 및 훈련사업이 있으며 약 10가지 정기 간행물이 있다.

### 국제물위생센터
전 세계 정부, NGO, 기업가 및 사람들과 협력하여 물과 위생 관리의 글로벌 위기에 대한 장기적인 해결책을 찾는 국제적인 비영리기구다. 1968년에 설립된 국제물위생센터(IRC, International Water and Sanitation Centre)는 네덜란드 법에 따라 1980년부터 재단으로 등록되었다. 사회적, 교육적, 과학적인 정보를 포함하는 물과 위생을 향상시킬 수 있는 지식과 경험을 가진 국제적으로 인정받은 전문가를 중심으로 팀을 구성하여 활동하며, 개발도상국의 빈곤층에게 지속적인 물과 위생서비스를 제공할 수 있도록 하는 데에 목적이 있다. 본사는 네덜란드 헤이그에 있으며 부르키나파소, 에티오피아, 가나, 말리, 우간다에 사무실이 있다. 2020년 기준으로 102명의 직원과 27명의 관계자가 활동하고 있다.

### 세계 물 위원회
세계 물 위원회(World Water Council, 약칭 WWC)는 국제 물 정책기구로 1996년에 설립되었으며, 프랑스 마르세유에 본부가 있다. 전세계 수자원의 관리를 개선하며, 물의 효율적 보전, 보호, 개발, 계획, 관리, 사용 등을 지속가능하게 하여 지구상의 모든 생물에 유익하게 함을 목적으로 한다. 매 3년마다 세계 물 포럼(World Water Forum)을 개최하며, 현재 40여 개국에서 358개 단체가 회원(2020년 2월 기준)으로 가입되어 있다. 대한민국에서는 한국수자원공사와 한국농어촌공사가 가입하였다.

### 세계 물 포럼
세계 물 포럼(World Water Forum, WWF)은 21세기 물 문제에 대해 토론하고 그 중요성을 널리 알리기 위하여 세계 물 위원회(World Water Council) 주관으로 3년마다 개최하는 물에 관한 국제회의이다. '세계 물의 날'인 3월 22일을 전후하여 개최되며 전 세계 정부, 전문가, NGO 등이 참가하고 있다. 세계 물문제 해결을 논의하고자 세계물위원회에서 제창하여 창설된 포럼으로서, 물 관련으로는 지구촌 최대의 행사로, ‘세계수자원회의’라고도 불린다. 국가 수반회의, 장관급 회의, 지역별 회의, 주제별 세션, 세계 물엑스포 등 다양한 행사들이 펼쳐진다. 제1회는 1997년 모로코의 마라케시에서 개최되었다. 제7차 세계물포럼 회의가 2015년 4월에 한국의 대구와 경주에서 개최된 바가 있다.

### 한국 물 포럼
물 분야에 있어서 국제적인 활동과 협력을 주도하는 한국의 대표 기구로 2005년 10월 12일에 설립되었다.(koreawaterforum.org) 지구촌 물 문제 해결에 기여하고, 물 관련 정책과 비전제시, 이해관계자 간의 교류 및 소통을 촉진하기 위해 설립되었다. 설립후 세계 물위원회, 아시아-태평양 물포럼, 델타 코얼리션, 네덜란드 워터파트너십, 프랑스 워터파트너십, 글로벌 워터파트너십 등과 공동 세미나 개최, 업무협약 체결을 통한 교류 활동 및 공동 프로젝트를 발굴하고 있다. 제7차 세계 물포럼을 경북 대구에 유치하는데 앞장선바 있으며 국내에서도 다양한 공익사업을 전개하고 있다.

### 세계 물포럼 기념센터
'세계 물포럼 기념센터'는 '2015 대구경북세계물포럼'의 성공적인 개최를 기원하고, 안동을 물산업 비즈니스 관광의 중심지로 육성하기 위해서 수자원 공사에서 건립했다. 2015년 4월 10일날 개관식이 진행되었고 위치는 경북 안동시 성곡동에 있다. 안동댐 입구 대지 43,665㎡, 연면적 2,552㎡ 규모에 세계물포럼 기념센터, 수천루, 수천각, 생명의 못, 기념정원, 치유의 숲이 들어서 있다. 정식 명칭은 물과 하늘이 만나는 장소라는 뜻을 가진  '수천전(水天殿)'이다. '2015 대구경북세계물포럼' 폐막이후에는 물의 소중함을 지속적으로 알리고 지역주민의 문화 공간과 교육센터로 활용되고 있다.

### 국가 물관리위원회
물관리 정책을 결정하고 물분쟁을 조정하는 대통령 소속 기구로, 2019년 8월 27일 출범했다. 2018년도에 제정된 '물관리기본법'에 따라 국가물관리기본계획과 물 관련 중요 정책 및 현안을 심의·의결하고 물분쟁을 조정하는 등의 역할을 수행하게 된다. 위원회는 국가 차원의 물관리 정책 수립, 정책현안 결정, 물 관리 관련 분쟁 조정 등 중요하고 민감한 사안들을 다룬다. 기구는 국무총리와 충남도립대 총장을 공동위원장으로 하고, 물관리 관련 학계·시민사회 등 사회 각계를 대표하는 당연직·위촉직 포함 총 39인(위원장 포함)의 위원으로 구성되어있다.

## 물 부족 국가
'국제인구행동단체(PAI)'는 세계 각국의 연간 1인당 가용한 재생성 가능 수자원량을 산정하여 이를 발표하고 있다. 이 단체에서는 강우 유출량을 인구수로 나누어 1인당 물 사용 가능량이 매년 천톤 미만은 물 기근 국가, 천톤 이상에서 1700톤 미만은 물 부족 국가, 1700톤 이상은 물 풍요 국가로 분류한다. 이 연구소의 분석 자료에 따르면, 한국의 경우 2007년도에 1,452톤으로 물 부족 국가로 분류하였다. 또 지부티·쿠웨이트·몰타·바레인·바베이도스·싱가포르 등 19개국이 물 기근 국가로, 리비아·모로코·이집트·오만·키프로스·남아프리카공화국·폴란드·벨기에·아이티 등이 물 부족국가로 발표하였다.
그러나, 이 단체가 사설 연구소이며 인구증가에 따른 물 부족 현상을 경계하기 위하여 국토면적과 인구밀도, 강우량만 반영하였을 뿐으로 수도 보급률이나 수질, 물 이용 효율, 운영기술 등은 반영되지 않은 단순한 지표를 기준삼았다는 비판이 존재하기도 한다. 2006년 세계물포럼에서 발표한 각국의 물 빈곤지수(WPI；Water Poverty Index)에 따르면, 한국은 147개국 가운데 43위로 물 사정이 비교적 양호한 편에 속하며, UN이 2012년 발표한 물부족 국가 지도에 따르면 한국은 '물 부족이 아닌 국가'에 해당한다.

## 여러 곳의 물

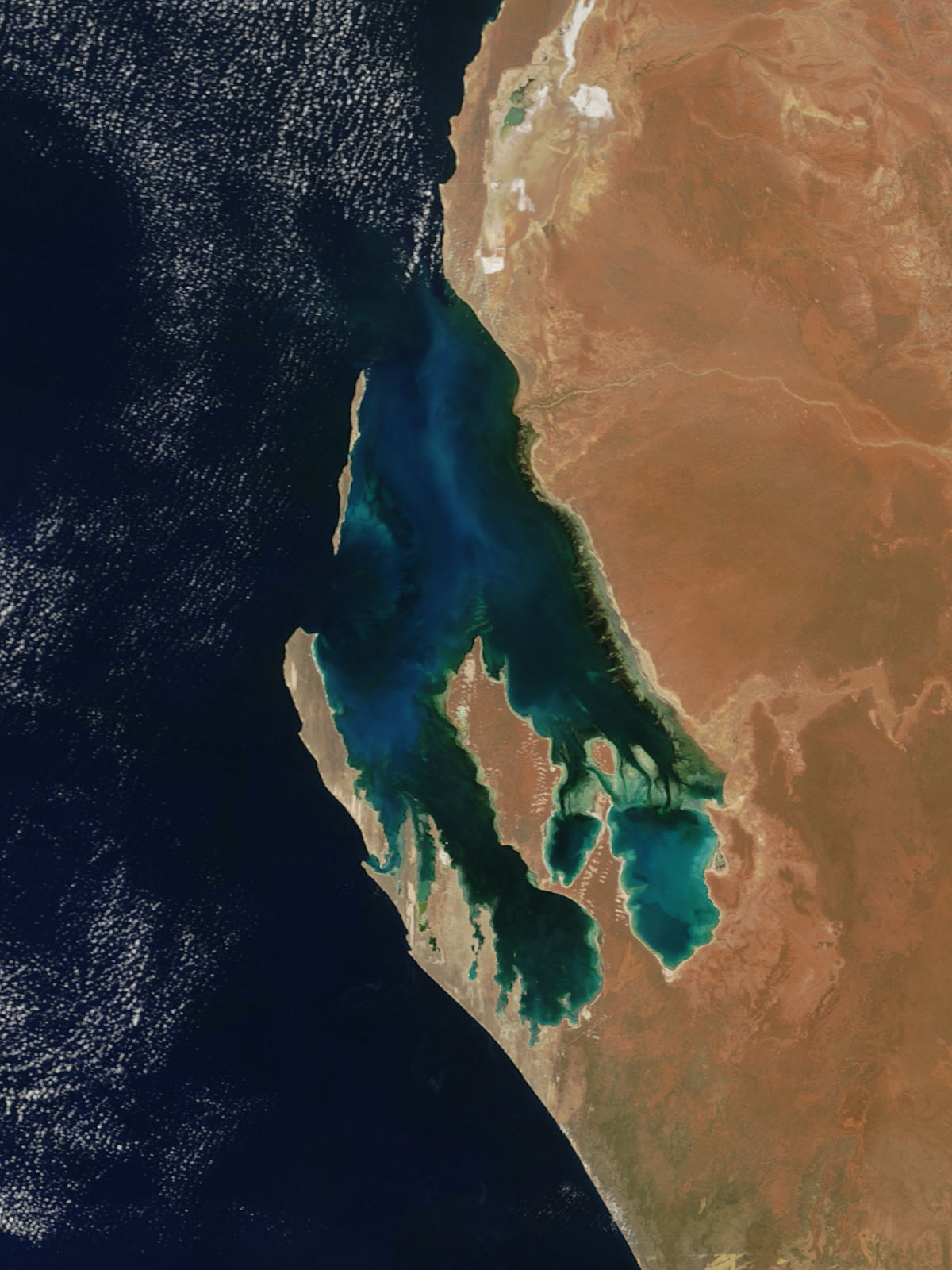
만
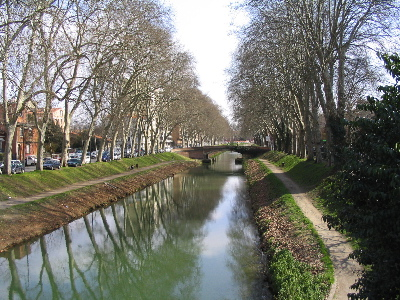
운하
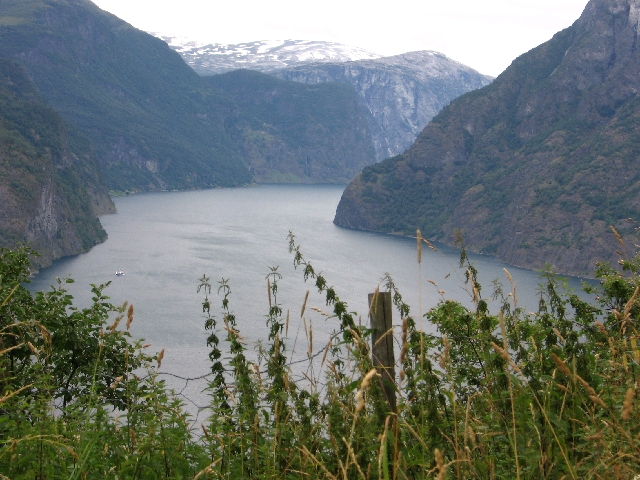
피오르
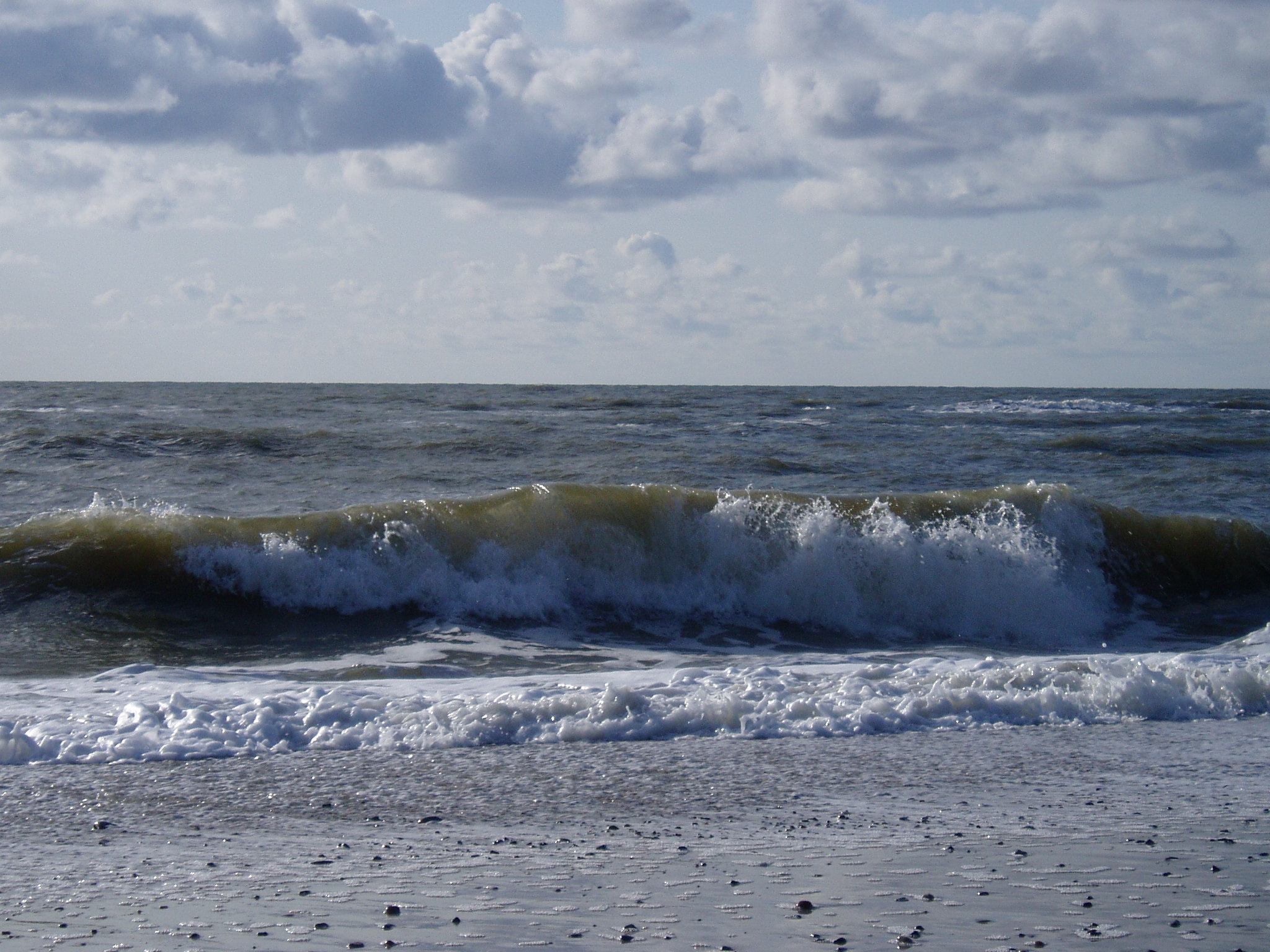
바다
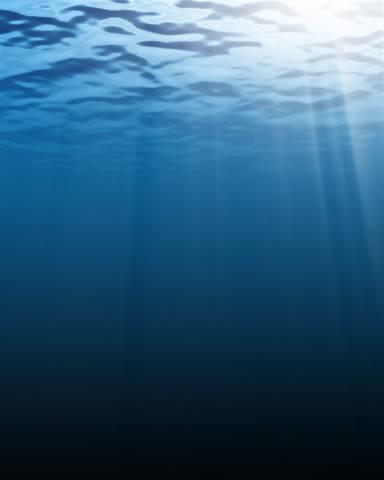
대양
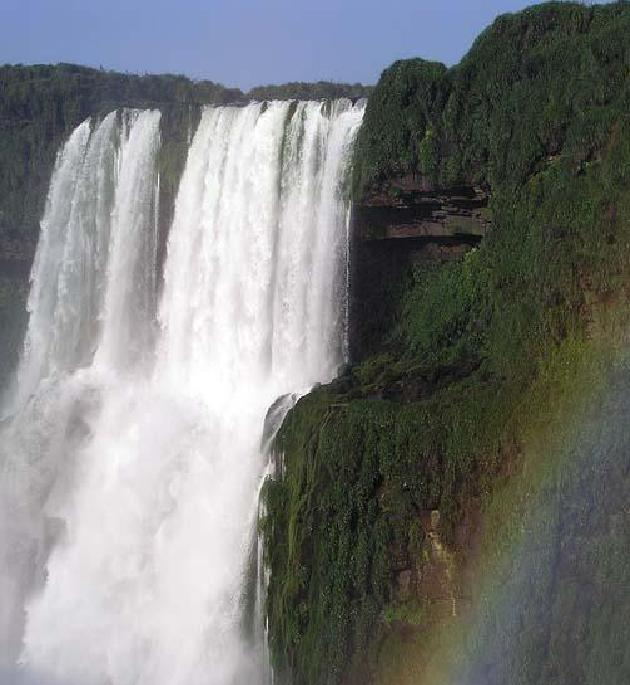
폭포
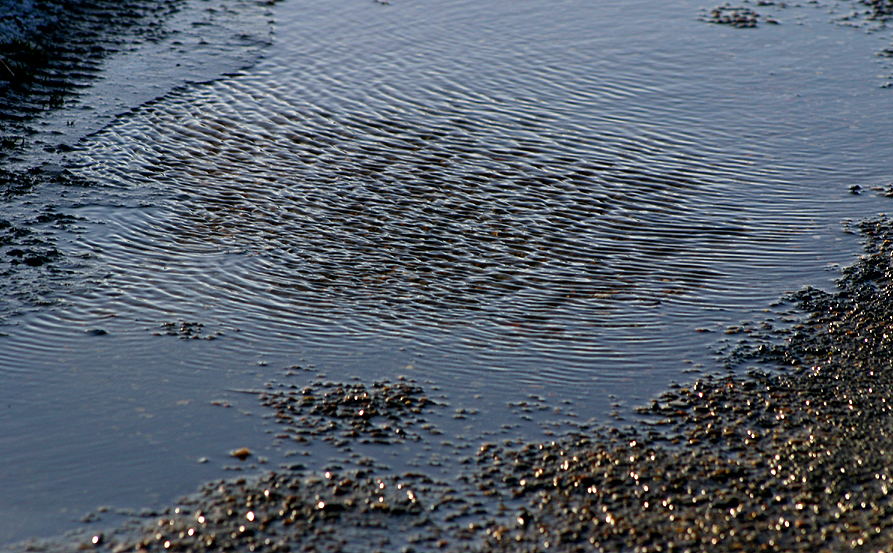
웅덩이
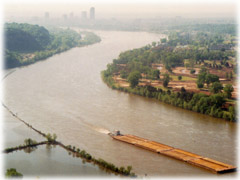
강
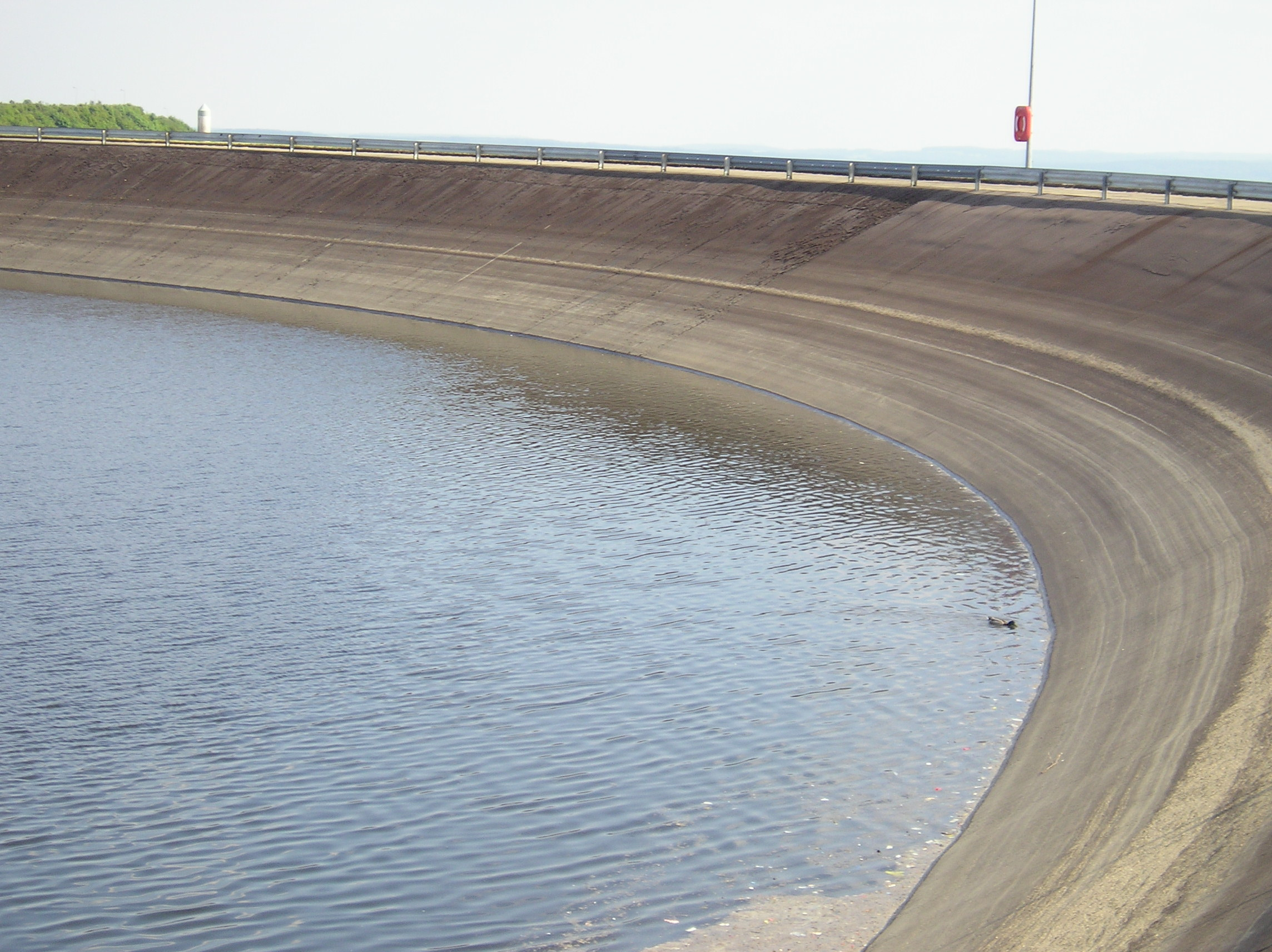
저수지
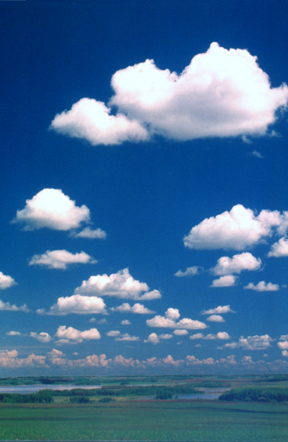
구름
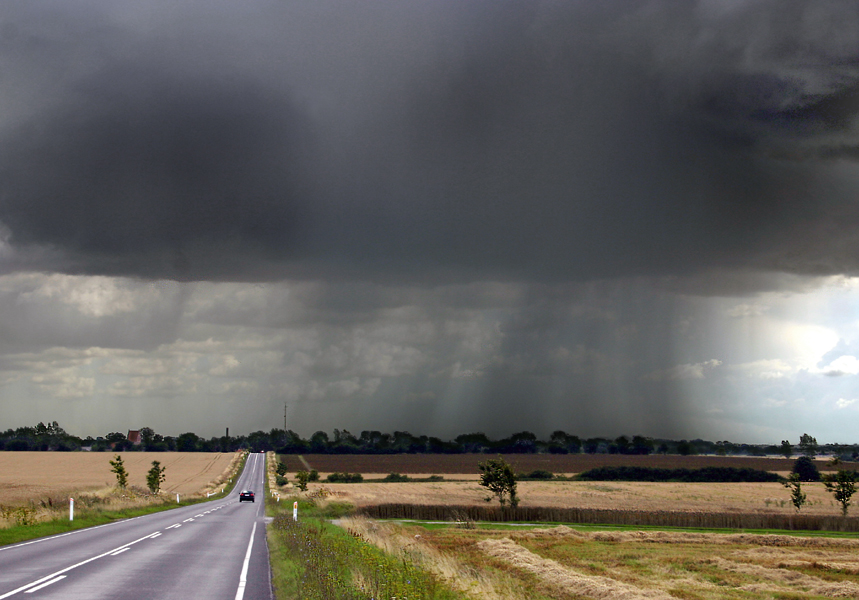
비
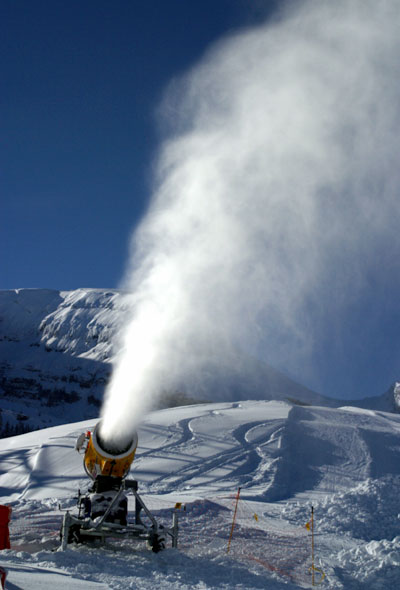
눈

## 일산화 이수소
일산화 이수소 속임수(一酸化二水素-)는 물을 화학적으로 풀어낸 용어인 일산화 이수소(一酸化二水素), 산화이수소(酸化二水素) 또는 디하이드로젠 모노옥사이드(Dihydrogen monoxide, DHMO)를 이용한 속임수이다.

## 같이 보기
- 상태에 따라
  - 고체 - 얼음
  - 액체 - 물
  - 기체 - 수증기
- 기상학에 따라:
  - 강수에는 다음을 포함한다.

|  | - 비 - 물보라 - 이슬비 - 눈 |  | - 이슬 - 싸락눈 - 싸락우박 - 우박 |  | - 빙정 - 흰서리 - 대기 착빙 - 글레이즈 아이스 |  | - 구름 - 안개 - 박무 - 어는 비(freezing rain) |

- 발생에 따라
  - 지하수
  - 민물
  - 표층수
  - 광천수
  - 기수
  - 바닷물
  - 소금물
- 이용에 따라
  - 맹물
  - 음료수
  - 정제수
    - 증류수
    - 탈이온화수
- 다른 기능에 따라
  - 단물 (연수)
  - 센물 (경수)
  - 결정수
  - 수화물
  - 중수
- 미생물학에 따라
  - 음료수
  - 폐수
  - 빗물 또는 표층수
- 종교에 따라
  - 성수

### 기타
- 수치료(en:Hydrotherapy, water cure)
  - 세바스찬 크나이프(영어판) - 19세기 독일 발바리아 지방의 뵈리스호펜 본당 사제 신부로 수치료를 체계화함
- 물 부족
- 수자원
- 수질오염
- 일산화 이수소
- 물 처리
- 저나트륨혈증(물 중독)
- 음펨바 효과
- 가상수
- 자리끼 - 밤에 자다가 수분부족 갈증으로 깨어나 마시기 위해 잠자리의 머리맡에 두는 물